# Vintergatsfjärden
Vintergatsfjärden är en grund havsvik öster om Iggesund i Idenors socken i Hudiksvalls kommun.
Vintergatsfjärden är sammanlänkad med Grinnöbotten, avskiljd med ett sund vid ön Gräsholmen. Dessa vattenområden utgör en Bräckvattenmiljö med hög biologisk produktion och mångfald. Områdey är rast- eller häckplats för fiskätande fågelarter som fiskgjuse, havsörn, gråhäger och skäggdopping.
Området betecknas som värdefull miljö av Hudiksvalls kommun, men är inte naturreservat.